# 봉화로 (울산)
봉화로(Bonghwa-ro)는 울산광역시 울주군 삼남읍 교동리와 상북면 향산리 면허시험장입구교차로를 연결하는 도로이다.

## 노선 경로
- 삼거리 명칭 미상 - 중평로, 상북로
- 부로산터널
- 지헌교 (태화강)

## 주요 건물 및 시설
- 울산운전면허시험장
- 울산교동주공아파트